# Autoroute A 62
Die Autoroute A 62, auch als Autoroute des Deux Mers bezeichnet, ist eine französische Autobahn mit Beginn in Bordeaux und dem Ende in Toulouse. Die Gesamtlänge der Autobahn beträgt 234 km.

## Geschichte
- ?. ? 1970: Eröffnung Bordeaux - La Prade (A 630 - Abfahrt 1.1)
- 17. November 1975: Eröffnung La Prade - Langon-est (Abfahrt 1.1)
- 14. Mai 1979: Eröffnung Langon-est - Buzet-sur-Baïse
- 30. Oktober 1980: Eröffnung Buzet-sur-Baïse - Agen (Abfahrt 7)
- 30. Oktober 1980: Eröffnung Brial - Aucamville (Abfahrt 10 - A 620)
- 17. Juni 1981: Eröffnung Castelsarrasin - Brial (Abfahrt 9 - 10)
- 28. Juni 1982: Eröffnung Agen - Castelsarrasin (Abfahrt 7 - 9)
- 5. Mai 1988: Eröffnung Aucamville - L’Union (A 620 - A 68)

## Großstädte an der Autobahn
- Bordeaux
- Toulouse